# ГУЛАГ
ГУЛАГ или Главно управление на трудово-изправителните лагери (на руски: ГУЛаг, произнасяне, акроним на Гла́вное управле́ние исправи́тельно-трудовы́х лагере́й) е управление към НКВД и държавен орган в Съветския съюз, отговорен за администрацията на системата от основни съветски работнически лагери за изправителен труд (ИТЛ) от 30-те до 50-те години на XX век. Макар в лагерите да са въдворявани голям брой осъдени – от дребни джебчии до политически затворници – голям брой от тях били намерени за виновни посредством опростени съдебни процедури, като НКВД тройките и други средства извън обсега на правосъдието. ГУЛАГ се разглежда като основен инструмент за политическа репресия в Съветския съюз.

## История
През 1918 г. водачът на болшевиките Владимир Ленин нарежда „ненадеждните елементи“ да бъдат затваряни в лагери, като потенциални „врагове“ на Революцията. Първият концлагер в Съветска Русия е създаден през 1919 г. в манастира на остров Соловки. Към 1921 г. има осемдесет и четири лагера, като основната им цел е да се „превъзпитат“ изпратените там хора. Обикновено това са благородници, свещеници, търговци, определени като „буржоазия“, но и много други „врагове на народа“ от различни обществени и социални нива. Така Съветският съюз за пръв път в историята поддържа концлагери в мирно време и за собственото си население.
След смъртта на Ленин неговият наследник Йосиф Сталин има ново виждане за ролята на лагерите като база за ускоряване на индустриализацията чрез принудителен труд. През 30-те години на XX век ГУЛАГ започва да се разраства и заема централно място в икономиката на СССР. Дейността му обхваща добив на злато, въглища, дървесина, строеж на заводи, пътища, както и осигуряване на работници за всички сфери на стопанството и икономиката.
По-късно приемниците на Сталин започват постепенно да намаляват броя на затворниците, да осъзнават неефективността на ГУЛАГ в икономически план и да признават частично несправедливия характер на тази система за принудителен труд. Но лагерите не изчезват напълно. През 70-те и 80-те години на XX век се използват за новото поколение врагове на СССР, дисиденти, националисти и криминални престъпници и темата намира широк отзвук в международни организации за човешки права. Постепенно лагерите започват да имат своя роля в дипломацията на Студената война. Едва през 1987 г. се започва окончателното премахване на съветските политически лагери.
По съветски образец, извън СССР е имало такива лагери и в Чехословакия, България, Полша, Унгария, ГДР, Румъния и Монголия.
Единственият съветски лагер извън територията на СССР е бил в Монголия между 1947 г. и 1953 г. Там са се намирали 50 000 затворници.

## Състав
| Название                                       | Период      | Местоположение                               | Управители                                                    | Стопански отрасли                                               | Площ              | Известни затворници                                                                                  |
| ---------------------------------------------- | ----------- | -------------------------------------------- | ------------------------------------------------------------- | --------------------------------------------------------------- | ----------------- | --- |
| АЛЖИР Акмолинский лагерь жён изменников Родины | 1938 – 1953 | Малиновка, Акмолинска област, Казахска ССР   | С. В. Баринов, М. Т. Юзипенко                                 | Селско стопанство, Лека промишленост                            |                   | Кира Андроникашвили, Лия Соломянская, Мария Лисициан, Рахи́л Месере́р                                  |
| Белбалтлаг Беломорско-Балтийский ИТЛ, ББЛ      | 1931 – 1941 | Медвежегорск, Карело-финска ССР              | Л. И. Коган, М. М. Тимофеев, Д. В. Успенский, С. Г. Фирин     | Дърводобив Строителство на Беломорско-балтийски канал           | 2 800 000 хектара | Иван Солоневич, Алексей Лосев, Николай Некрасов                                                      |
| Дмитровлаг Дмитровский ИТЛ ДИТЛ                | 1932 – 1938 | Дмитров, Московска област, Руска СФСР        | З. Б. Кацнелсон Я. Д. Рапопорт                                | Строителство и поддръжка на Канал Москва – Волга „Й. В. Сталин“ |                   | Пимен Московски, Валентин Пургин                                                                     |
| Дубравлаг Дубравный ИТЛ Особлаг № 3 ЖХ-385     | 1948 – 2005 | Яваз, Зубово-Полянски район, Мордовска АССР  | В. Т.Сергиенко, М. Г. Свинелупов, П. А. Гладков               | Дърводобив                                                      |                   | Йосиф Слипий, Юлий Даниел, Александр Гинзбург, Кронид Любарский, Татяна Великанова, Владимир Квачков |
| Камишлаг Камышовый лагерь Особый лагерь № 10   | 1951 – 1954 | Олжерас, Кемеровска област, Руска СФСР       | Г. А. Марин                                                   | Въгледобив (Кузбас), Промишлено строителство                    |                   | контрареволюционери                                                                                  |
| Карлаг Карагандинский ИТЛ                      | 1930 – 1959 | Долинка, Карагандинска област, Казахска ССР  | М. М. Чунтонов, И. Н. Витенко                                 | Селско стопанство                                               | 1 780 650 хектара | Анна Тимирьова, Анатолий Марченко, Александър Чижевски, Афанасий Селишчев, Епископ Герман            |
| Нориллаг Норильский ИТЛ                        | 1935 – 1956 | Норилск, Красноярски край, Руска СФСР        | В. З. Матвеев, С. Я. Верши́нин, А. А. Панюков, В. С. Зверев    | Рудодобив, Цветна металургия                                    |                   | Лев Гумильов, Евфросиния Керсновская, Николай Урванцев, Жак Росси                                    |
| Озерлаг Озёрный ИТЛ Особый лагерь № 7          | 1948 – 1955 | Тайшет и Братск, Иркутска област, Руска СФСР | С. К. Евстигнеев, А. А. Крилов                                | Дърводобив, Дървопреработване                                   |                   | Юрий Домбровский, Лидия Русланова, Сергей Войцеховский, Манфред Щерн, Петро Вергун                   |
| Печорлаг Печорский ИТЛ                         | 1950 – 1959 | Печора, Печорски район, Коми АССР            | А. М. Фейгелщейн                                              | Строителство                                                    |                   | |
| СЛОН Соловецкий лагерь особого назначения      | 1919 – 1933 | Соловки, Архангелска област, Руска СФСР      | А. П. Ногтев, Ф. И. Ейхманс, Е. И. Сенкевич, Я. А. Бухбанд    |                                                                 | 347 кв. км.       | Владимир Артемиев, Владимир Бенешевич, Магжан Жумабаев, Дмитрий Лихачов, Павел Флоренски             |
| Транслаг Автотра́нспортный ИТЛ                  | 1951 – 1954 | Мякит, Магаданска област, Руска СФСР         |                                                               | Транспорт                                                       |                   | |
| Ухтпечлаг Ухти́нско-Печо́рский ИТЛ УПИТЛа́г       | 1931 – 1938 | Чибю, Ухтински окръг, Коми АССР              | С. Н. Бурдаков, Я. М. Мороз, В. Е. Цесарский, А. Д. Баламутов | Нефтодобив, Въгледобив                                          |                   | Кулерво Манер, Михаил Названов, Остап Вишня, Георгий Фредерикс                                       |

ГУЛАГ включва следните лагери:
- Далстрой, нач.: Е. П. Берзин, К. А. Павлов, И. Ф. Никишев. [3]
- Бамлаг, началник Н. А. Френкель,
- Усвитлаг, началник Е. И. Драбкин
- Воркутинский ИТЛ, Воркутлаг
- Кизитлаг, нач. А. Н. Израилев
- Котласский ИТЛ, начальник И. С. Кульчинский
- Пермските лагери
- Сиблаг, началник И.М. Биксон
- Ухтижемлаг
- Инталаг
- Печжелдорлаг
- Севжелдорлаг
- Джезказганлаг, началник Гольман
- Свирьлаг, началник Н. М. Лапидус
- Вятлаг началник, Н. С. Левинсон
- Хабарлаг, началник Сусман

## Статистика
В книгата на руския политик, бивш затворник от ГУЛАГ, И. Л. Солоневич „Русия в концлагер“ (1934, София) се отбелязва: „Аз не мисля, че общото число на всички затворници е било по-малко от пет милиона души. Вероятно – повече. Но, разбира се, за никаква точност на преброяването не може да става дума“.
Американският историк и съветолог Р. Конкуест в своята книга „Големият терор“ (1973) привежда още по-впечатляващи бройки: в края на 1939 броят на затворниците в затвори и лагери е нараснал до 9 млн. души (сравнено с 5 млн. през 1933 – 1935 г.).
Солженицин също оперира с бройки от порядъка на няколко десетки милиона репресирани.
Известният публицист A. В. Антонов-Овсеенко (син на разстреляния съветски военачалник В. А. Антонов-Овсеенко) счита, че от януари 1935 до юни 1941 са репресирани почти 20 млн. души.
Според архивите на СССР, отворени през 90-те, през ГУЛАГ от 1929 до 1953 година са преминали 2 369 220 души. Други около 765 180 са принудително заселени в суровите северни области и пустините на СССР. 
Смъртността в ГУЛАГ също се показва различно от различните автори, но според последните изследвания тя е в рамките на 20%.: 
|        |                              |                     |         |
| Година | Средно количество затворници | Починали затворници | Процент |
| 1931   | 240 350                      | 7 283               | 3,03    |
| 1932   | 301 500                      | 13 267              | 4,40    |
| 1933   | 422 304                      | 67 297              | 15,94   |
| 1934   | 617 895                      | 26 295              | 4,26    |
| 1935   | 782 445                      | 28 328              | 3,62    |
| 1936   | 830 144                      | 20 595              | 2,48    |
| 1937   | 908 624                      | 25 376              | 2,79    |
| 1938   | 1 156 781                    | 90 546              | 7,83    |
| 1939   | 1 330 802                    | 50 502              | 3,79    |
| 1940   | 1 422 466                    | 46 665              | 3,28    |
| 1941   | 1 458 060                    | 100 997             | 6,93    |
| 1942   | 1 199 785                    | 248 877             | 20,74   |
| 1943   | 823 784                      | 166 967             | 20,27   |
| 1944   | 689 550                      | 60 948              | 8,84    |
| 1945   | 658 202                      | 43 848              | 6,66    |
| 1946   | 704 868                      | 18 154              | 2,58    |
| 1947   | 958 448                      | 35 668              | 3,72    |
| 1949   | 1 316 331                    | 15 739              | 1,20    |
| 1950   | 1 475 034                    | 14 703              | 1,00    |
| 1951   | 1 622 485                    | 15 587              | 0,96    |
| 1952   | 1 719 586                    | 13 806              | 0,80    |

## Известни хора, преминали през ГУЛАГ
- Сергей Корольов
- Дмитрий Лихачов —
- Александър Солженицин
- Андрей Туполев
- Варлам Шаламов
- Едуард Стрелцов
- Лев Гумильов